# 航空機抵当法
航空機抵当法（こうくうきていとうほう、昭和28年7月20日法律第66号）は、航空機に関する動産信用の増進により、航空の発達を図ること（第1条）に関する日本の法律である。

## 構成
- 第1条（この法律の目的）
- 第2条（定義）
- 第3条（抵当権の目的）
- 第4条（抵当権の内容）
- 第5条（対抗要件）
- 第6条（抵当権の効力の及ぶ範囲）
- 第7条（不可分性）
- 第8条（物上代位）
- 第9条（物上保証人の求償権）
- 第10条（抵当権の順位）
- 第11条（先取特権との順位）
- 第12条（担保される利息等）
- 第13条（抵当権の処分）
- 第14条（同上）
- 第15条（代価弁済）
- 第16条（第三取得者の費用償還請求権）
- 第17条（共同抵当の代価の配当）
- 第18条（一般財産からの弁済）
- 第19条（抵当権者に対する通知）
- 第20条（抵当権の実行）
- 第21条（時効による消滅）
- 第22条（同上）
- 第22条の2（根抵当権）
- 第23条（質権設定の禁止）
- 第24条（行政手続法の適用除外）
- 第25条（政令への委任）